# 蔡迪华

蔡迪华 （高棉语：ឧកញ៉ា ថៃ វ៉ាន់ ）柬埔寨第二代华人 1947年出生于柬埔寨，祖籍中国广东省佛山市，因早年以贩卖叉烧为生，故外号人称为：叉烧华，现任柬埔寨柬华理事总会执行会长兼任柬埔寨广肇会馆会长，在杨启秋的建议与提拔下曾长期出任柬埔寨柬华理事总会副会长，2014年间被柬埔寨国王西哈莫尼封为勋爵，蔡迪华亦是柬埔寨著名的企业家，和平书局与和平投资有限公司的董事长，

## 外部連結
- 中国大使馆茶话会关注“两会”报道 蔡迪华勋爵：中国是海外华人华侨的坚强后盾 （页面存档备份，存于）
- 蔡迪华：爱国要从自己做起

1. ↑  http://www.jianhuadaily.com/index.php?option=com_k2&view=item&id=22463:2016-06-20-01-27-05柬华理事总会第五届理事会成立杨启秋勋爵连任会长蔡迪华勋爵任执行会长
2. ↑  http://www.7jpz.com/article-14642-1.html广肇会馆举行换届选举新一届理事会产生蔡迪华蝉联会长%5B%5D
3. ↑  http://www.icaijing.org/finance/article5251467/和平投资有限公司和平书局%5B%5D